# Campaea parallela
Campaea parallela là một loài bướm đêm trong họ Geometridae.